# Stéphanie de Windisch-Graetz
Ne doit pas être confondu avec Stéphanie de Windisch-Graetz (1939-2019).
Stéphanie Éléonore Marie Élisabeth Camille Philomène Véronique Windischgrätz, princesse de Windisch-Graetz, née le 9 juillet 1909 à Ploschkowitz, en Bohême, et décédée le 7 septembre 2005 à Uccle (Belgique), est une aristocrate autrichienne. Arrière-petite-fille de l'empereur François-Joseph Ier d'Autriche, elle reçoit son nom de baptême de sa grand-mère maternelle, la princesse Stéphanie de Belgique, épouse de l'archiduc Rodolphe d'Autriche, et est surnommée Fée.

## Biographie

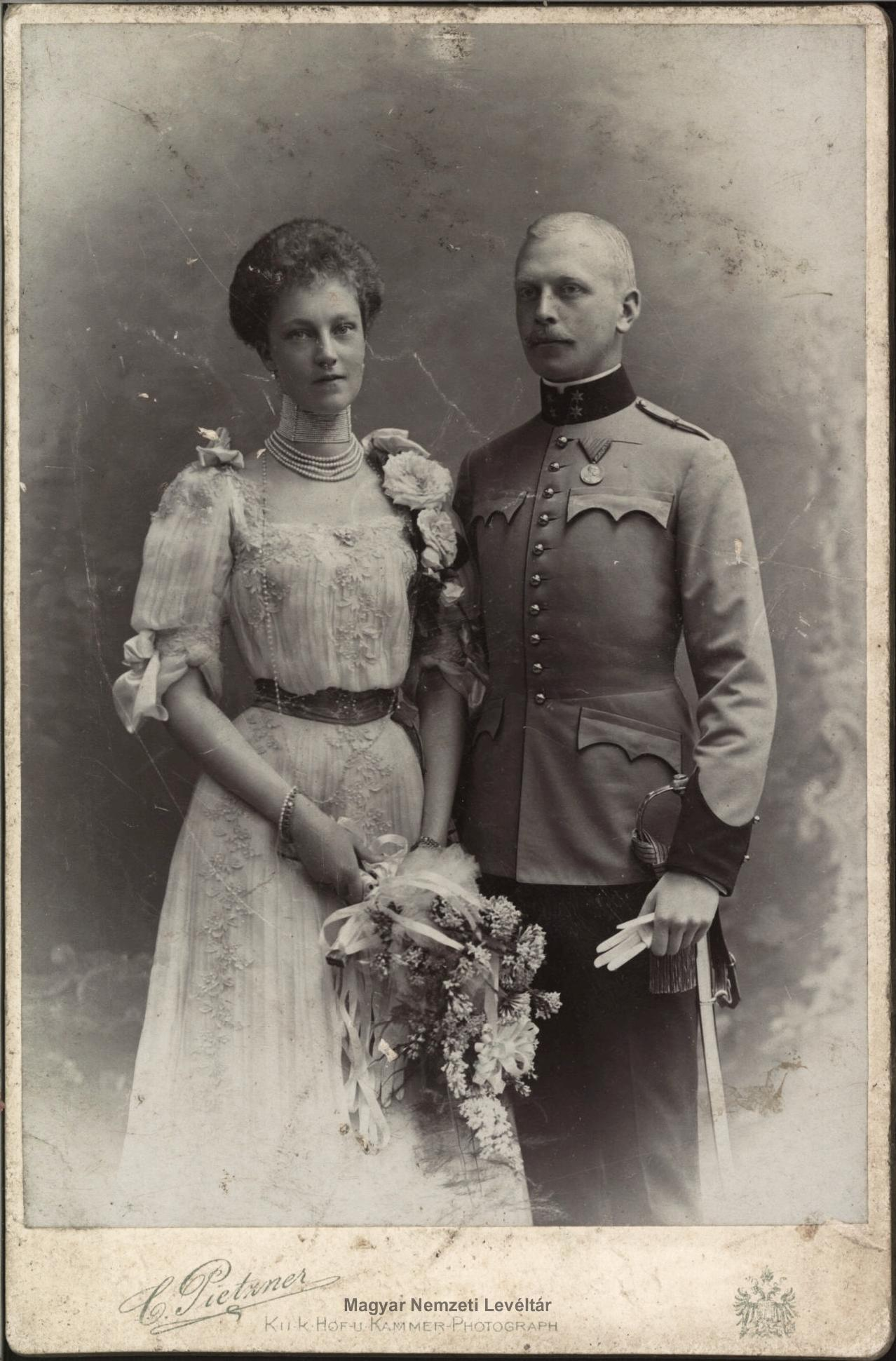
Le prince et la princesse de Windischgraetz, parents de la princesse Stéphanie.

Stéphanie est la fille de l'archiduchesse Élisabeth-Marie d'Autriche qui a épousé, le 23 janvier 1902, le prince Othon de Windisch-Graetz (1873-1952). Ce mariage morganatique, bien qu'excluant l'archiduchesse de la succession dynastique, a été approuvé par son grand-père paternel, l'empereur François-Joseph, qui lui accorde toutefois le droit de conserver son prédicat d'altesse impériale. La princesse Élisabeth-Marie de Windischgrätz a quatre enfants, Stéphanie et trois fils : François-Joseph (1904-1981), Ernest (1905-1952) et Rodolphe (1907-1939). 
Issue, par son père, de la maison de Windisch-Graetz et, par sa mère, de la maison de Habsbourg-Lorraine, Stéphanie est l'arrière-petite-fille de l'empereur François-Joseph et de l'impératrice Élisabeth d'Autriche (née duchesse Élisabeth en Bavière). 
Très vite, les relations du couple princier se dégradent et, enfant, Stéphanie souffre de l'absence de sa mère qui voyage beaucoup entre 1905 et 1917. Après la mort de l'empereur en 1916, puis la chute de la monarchie en 1918, la mésentente du couple devient publique et le couple princier se sépare. Stéphanie souffre de la discorde de ses parents et du scandale que cause leur séparation. En effet, le prince et la princesse de Windischgraetz se disputent la garde des enfants et ne craignent pas de recourir à la justice. Le tribunal propose en décembre 1919 de confier la garde des aînés à la mère et celle de Stéphanie et de Rodolphe au père. Ceci est rejeté par la princesse de Windischgrätz, mais le tribunal tranche à nouveau en avril 1920 dans ce sens. Ce n'est qu'accompagné de la gendarmerie que le prince de Windischgrätz a le droit de voir ses enfants en été 1920, mais il ne peut les récupérer. La gendarmerie intervient à nouveau en mars 1921 et les faits sont abondamment cités dans la presse. Stéphanie est perturbée et souffre de crises d'acétone. Finalement, les enfants restent auprès de leur mère. Le couple se sépare officiellement le 26 mars 1924, mais ne divorce qu'en 1948. La princesse de Windischgrätz est déjà, depuis 1921, la compagne du député socialiste Leopold Petznek qu'elle épouse en 1948. Les enfants vivent d'abord au no 3 de la Maxergasse à Vienne, puis Rodolphe et Stéphanie habitent à partir du 4 juin 1929 avec leur mère dans une villa qu'elle achète à Hütteldorf, quartier résidentiel de Vienne (la villa Windisch-Graetz, de style Biedermeier et néo-palladien), à la périphérie ouest du centre-ville, au milieu d'un parc de 2,7 hectares.
La princesse Stéphanie se marie deux fois, d'abord en 1934 avec le comte Pierre d'Alcantara de Querrieu, résistant qui meurt en camp de concentration en 1944, puis avec un homme d'affaires suédois Carl-Axel Björklund.
Elle a un fils de chacun de ses mariages. Le cadet meurt prématurément en 1995. Elle perd son second mari en 1986.
Durant sa longue existence, la princesse Stéphanie est une grande voyageuse. Elle vit depuis son mariage en Belgique, pays d'origine de sa grand-mère maternelle, où elle est proche de sa grand-tante, la princesse Napoléon, née princesse Clémentine de Belgique. Elle voyage beaucoup en Afrique (principalement au Kenya, où vit son frère aîné François-Joseph), et également en Amérique du Sud (Argentine).
Elle n'a le droit de voir que quelques minutes la dépouille de sa mère défunte en 1963, tandis que son mari Björklund doit rester devant la porte.

## Famille
La princesse épouse en 1933 le comte Pierre d'Alcantara de Querrieu (1907-1944), incarcéré pour faits de résistance au camp de concentration de Sachsenhausen où il meurt en 1944. En 1945, elle épouse Carl Axel Björklund (1906-1986), homme d'affaires suédois. Elle a un fils de chacun de ses mariages :
- Alvar-Étienne d'Alcantara de Querrieu (1935-2019) ;
- Bjorn-Axel Björklund (1944-1995).